# Oktiabrski (Adigueya)
Oktiabrski (en ruso: Октябрьский) es un jútor del raión de Maikop en la república de Adigueya de Rusia. Está 15 km al nordeste de Tulski y 11 km al este de Maikop, la capital de la república. Tenía 53 habitantes en 2010.
La localidad rural más cercana es Grozni.